# 俄国共产党（布尔什维克）第十次代表大会

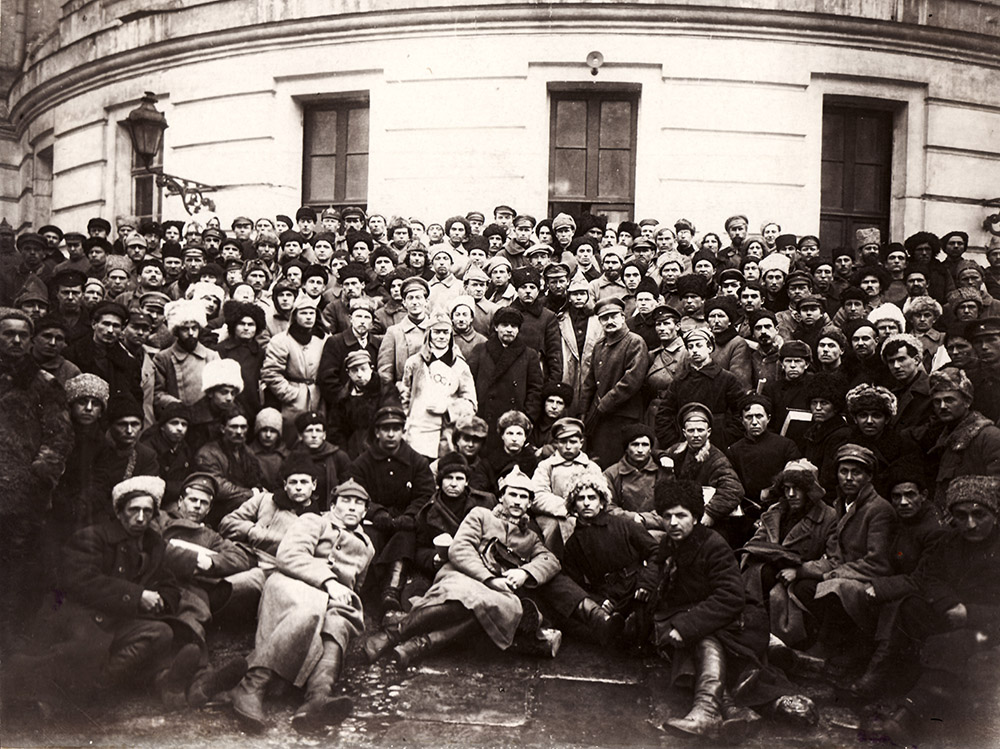
列宁、托洛茨基和代表们的合影

俄国共产党（布尔什维克）第十次代表大会（俄语：Десятый съезд Российской коммунистической партии (большевиков)），简称俄共（布）十大（X съезд РКП(б)），于1921年3月8日至16日在莫斯科召开。
参加此次会议的代表，共有694名有投票权的代表和296名无投票权的代表此次会议上选举产生了俄国共产党（布尔什维克）的第10届中央委员会。在此次代表大会召开期间，喀琅施塔得发生反对布尔什维克的水兵起义（喀琅施塔得起义）。在谈判失败后，红军总指挥列夫·托洛茨基下令镇压了这次起义。会议还通过了列宁提议的新经济政策。